# Condado de Pratt
El condado de Pratt (en inglés: Pratt County), fundado en 1867, es uno de 105 condados del estado estadounidense de Kansas. En el año 2005, el condado tenía una población de 9,496 habitantes y una densidad poblacional de 5 personas por km². La sede del condado es Pratt. El condado recibe su nombre en honor a Caleb Pratt. 

## Geografía
Según la Oficina del Censo, el condado tiene un área total de 1906 km² (735,9 mi²), de la cual 1904 km² (735,1 mi²) es tierra y 2 km² (0,772200772201 mi²) (0.10%) es agua.

### Condados adyacentes
- Condado de Stafford (norte)
- Condado de Reno (noreste)
- Condado de Kingman (este)
- Condado de Barber (sur)
- Condado de Kiowa (oeste)
- Condado de Edwards (noroeste)

## Demografía
Según la Oficina del Censo en 2000, los ingresos medios por hogar en el condado eran de $35,529, y los ingresos medios por familia eran $43,156. Los hombres tenían unos ingresos medios de $31,138 frente a los $20,679 para las mujeres. La renta per cápita para el condado era de $17,906. Alrededor del 9.40% de la población estaban por debajo del umbral de pobreza.

## Transporte

### Autopistas principales
- U.S. Route 281
- Ruta Estatal de Kansas 42
- Ruta Estatal de Kansas 61
- Ruta Estatal de Kansas 64

## Localidades
Población estimada en 2004;
- Pratt, 6,397 (sede)
- Iuka, 182
- Preston, 161
- Sawyer, 121
- Coats, 110
- Cullison, 96
- Byers, 49

### Municipios
El condado de Pratt está dividido entre siete municipios. El condado tiene a Pratt como una ciudad independiente a nivel de gobierno, y todos los datos de población para el censo e las ciudades son incluidas en el municipio.

## Educación

### Distritos escolares
- Pratt USD 382
- Skyline USD 438